# Нишевце
Нишевце (алб. Nishec) је насељено место у граду Приштини, на Косову и Метохији. Према попису из 2024. у насељу је живело 27 становника.

## Становништво
Према попису из 2011. године, Нишевце има следећи етнички састав становништва:
| Националност | 2011.       |
| Албанци      | 55 (100,0%) |
| Укупно       | 55          |

| Демографија | Демографија | Демографија |
| Година      | Становника  | Становника  |
| ----------- | ----------- | ----------- |
| 1948.       | 331         |             |
| 1953.       | 519         |             |
| 1961.       | 573         |             |
| 1971.       | 608         |             |
| 1981.       | 433         |             |
| 1991.       | 406         |             |
| 2011.       | 55          |             |